# Sherbournia ailarama
Espèce
Sherbournia ailarama N.Hallé est une espèce du genre Sherbournia, de la famille des Rubiaceae. Plante à fleur, du groupe des dicotylédones ; qu’on retrouve au Cameroun, au Gabon et en Guinée équatoriale.